# إشعاع شمسي
الإشعاع الشمسي أو الإشماس هو مقدار الأشعة الشمسية الساقطة على مساحةٍ معينة والقادرة على توليد قدرةٍ كهربائية. لا يصيب الأرض إلا حوالي جزء من ألفي مليون جزء من أشعة الشمس التي تقدر بنحو 130 ميجاوات لكل متر مربع من سطح الشمس، وهذا القدر الضئيل هو المسئول عن كل الطاقة الحرارية لسطح الأرض وغلافها الجوي.

## خرائط تُوضح مقدار الأشعة الشمسية الساقطة على الأرض

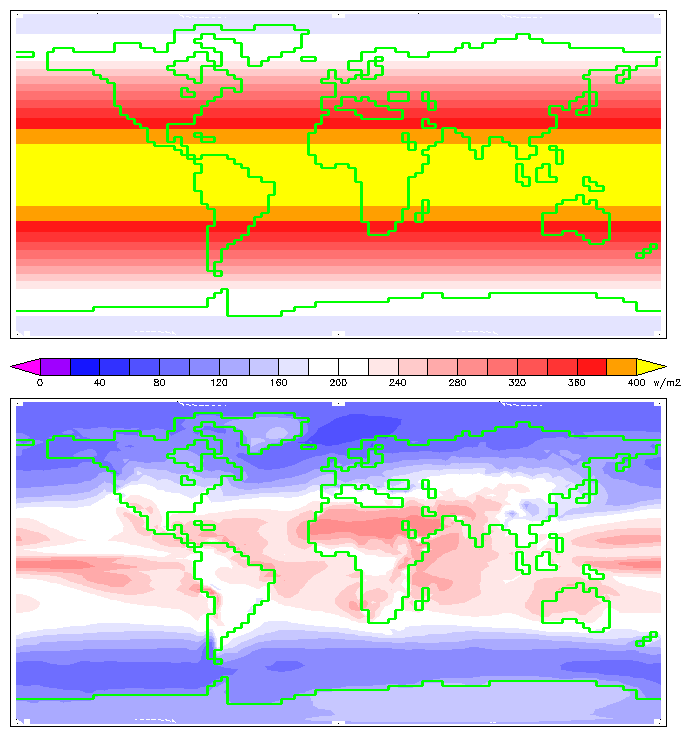
المتوسط السنوي للإشعاع الشمسي في الجزء العلوي من الغلاف الجوي للأرض (TOA).

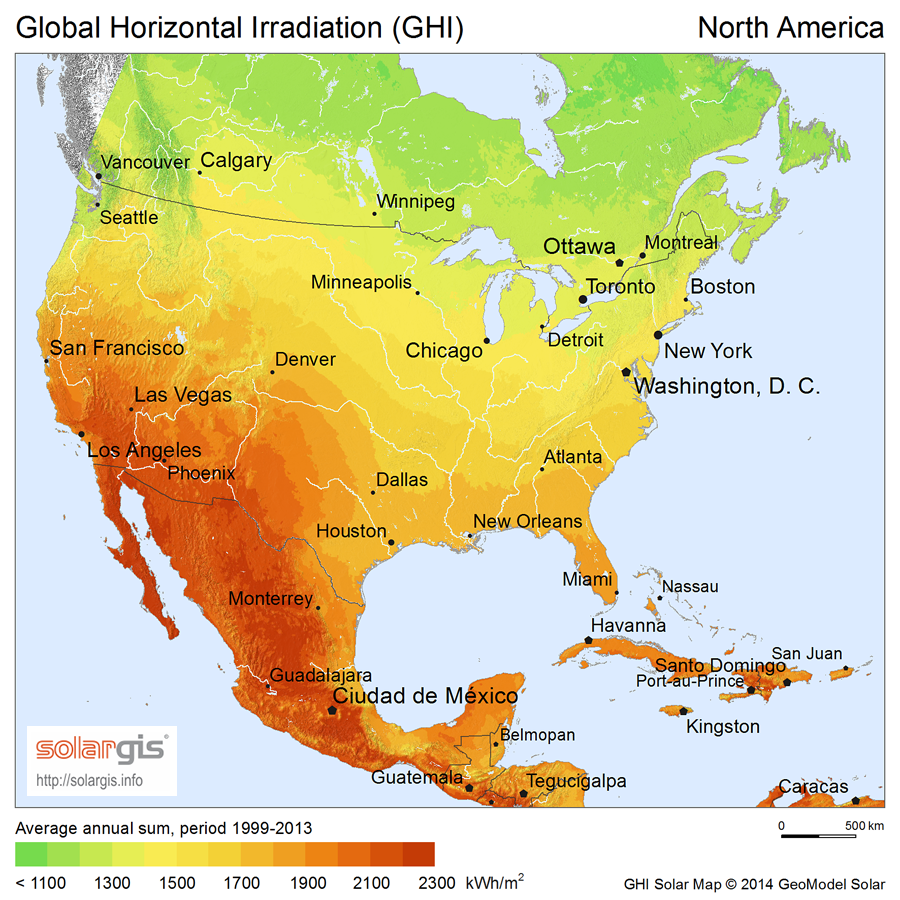
أمريكا الشمالية
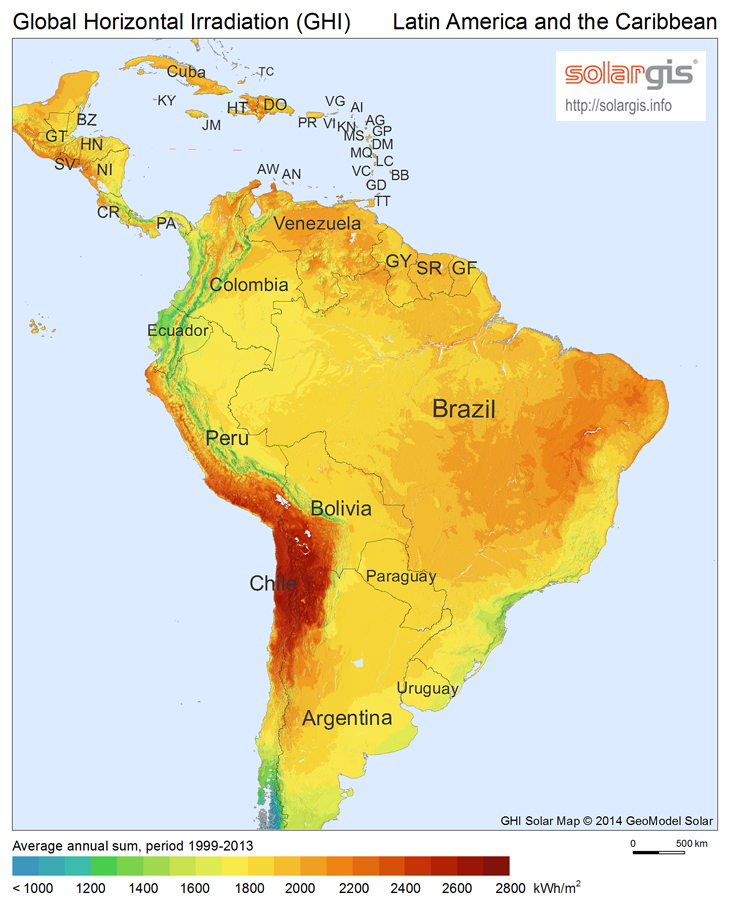
أمريكا الجنوبية
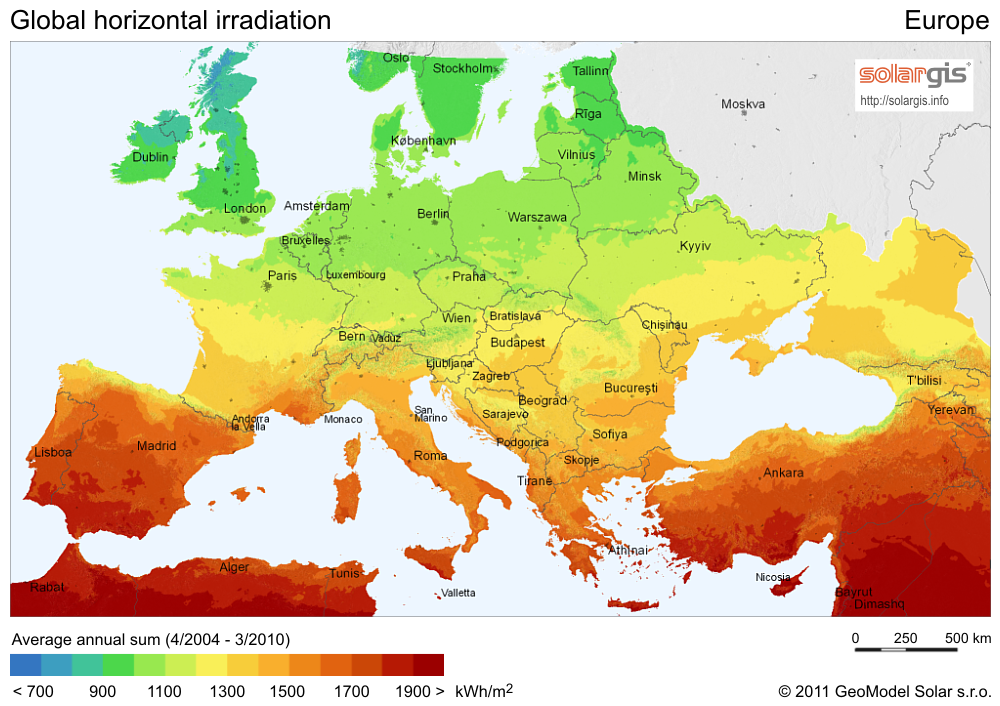
أوربا
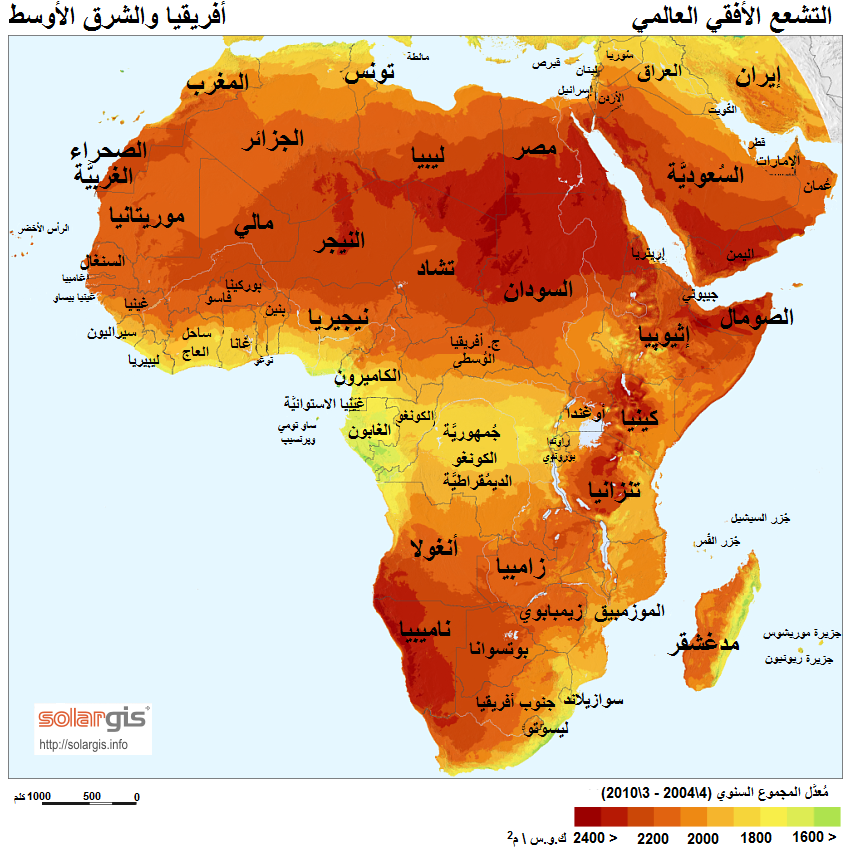
أفريقيا والشرق الأوسط
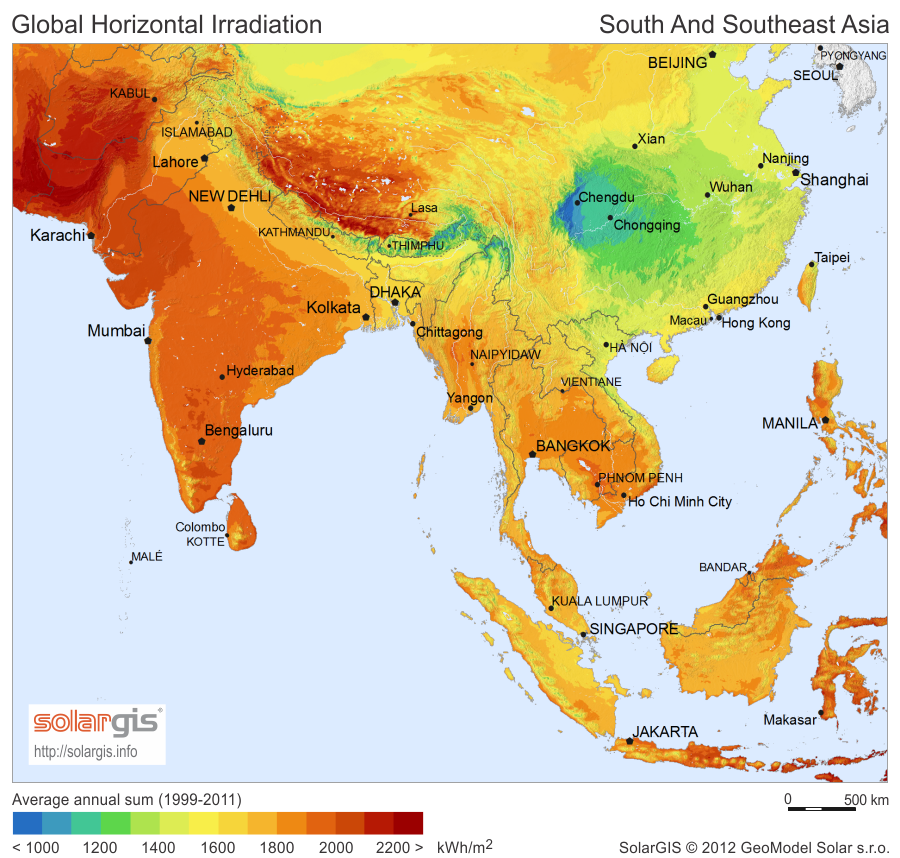
جنوب آسيا
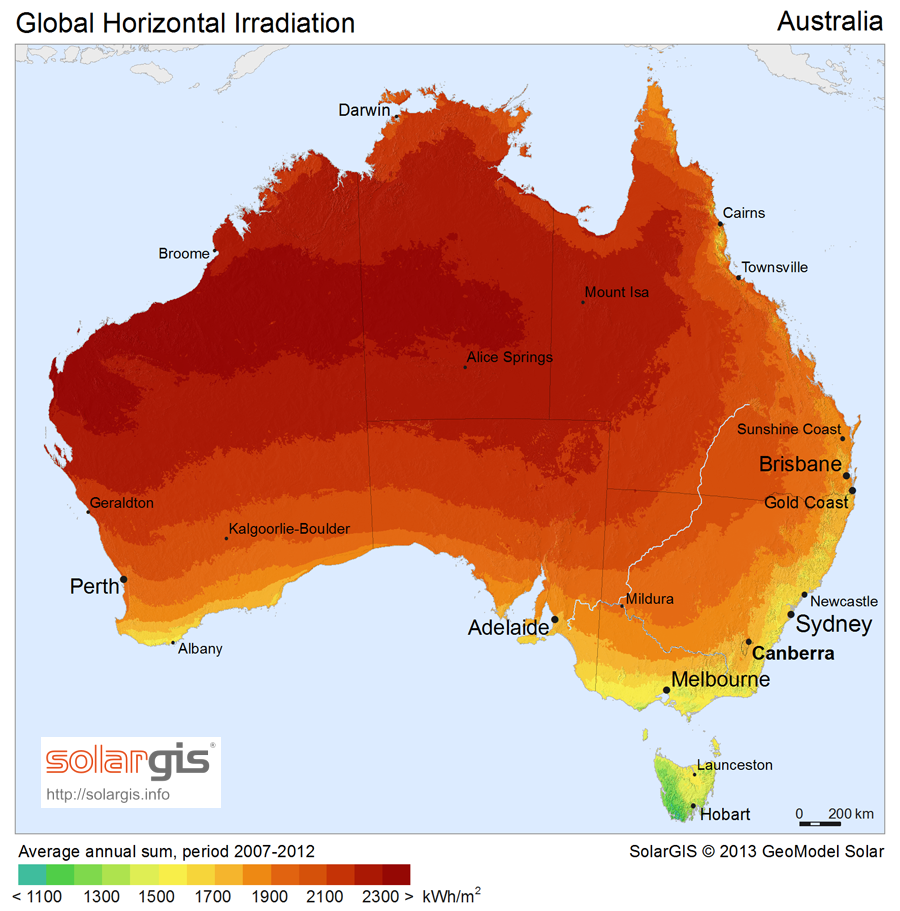
أستراليا

## الإشعاع الشمسي خارج الغلاف الجوي
تعتبر الشمس كرة من الغازات الساخنة بقطر 1٫39 مليون كم وهي تعمل كمفاعل نووي اندماجي، حيث تندمج اثنتان من انوية الهيدروجين لإنتاج نواة هليوم ثم يتحول فرق الكتلة إلي طاقة.

هذا الاندماج النووي يحدث داخل الكرة الشمسية عند درجة حرارة تصل إلي عدة ملايين درجة مئوية، وسطح الشمس يمكن اعتباره سطح جسم أسود درجة حرارته 5760 كلفن.

«معدل الطاقة الشمسية التي تسقط علي وحدة المساحات العمودية علي الأشعة خارج الغلاف الجوي عند مسافة متوسطة بين الشمس والأرض (حيث تتغير هذه المسافة علي مدار السنة)» تعرف باسم الثابت الشمسي (بالإنجليزية: Solar constant)‏ وحسب وكالة ناسا، فقيمة هذا الثابت 1353 ويبر/متر مربع.

بسبب هذا التغير البسيط في المسافة بين الشمس والأرض فإن قيمة الإشعاع خارج الغلاف الجوي تتغير علي مدار السنة في حدود 3٫5%, وتوضح المعادلة التالية تغير قيمة الإشعاع خارج الغلاف الجوي خلال أيام السنة.

[(Hon = Hsc [1 + 0.0033Cos (360n/365

حيث:
- Hon: معدل الإشعاع الشمسي خارج الغلاف الجوي للأرض علي سطح عمودي علي أشعة الشمس في يوم ما خلال السنة.
- Hsc: الثابت الشمسي.
- n: رقم اليوم في السنة بداية من 1 يناير.

أما إذا كان السطح موضوع خارج الغلاف الجوي موازيا لسطح الأرض، فإن كثافة الإشعاع السقاط عليه تحسب من العلاقة:

HoH = Hon × CosZ

حيث:
- HoH: معدل الإشعاع الشمسي خارج الغلاف الجوي للأرض علي سطح موازي لأشعة الشمس في يوم ما خلال السنة.
- Hon: معدل الإشعاع الشمسي خارج الغلاف الجوي للأرض علي سطح عمودي علي أشعة الشمس في يوم ما خلال السنة.
- Z: زاوية السمت (بالإنجليزية: Zenith angle)‏.

كما يمكن حساب كمية الإشعاع الساقطة علي سطح أفقي خارج الغلاف الجوي خلال يوم من شروق الشمس إلي غروبها بتكامل المعادلة السابقة، لتصبح النتيجة:

[H =(24/π)× Hon[CosLCosẟCoshs + (2π×hs/360) SinL sinẟ 

حيث:
- Hon: معدل الإشعاع الشمسي خارج الغلاف الجوي للأرض علي سطح عمودي علي أشعة الشمس في يوم ما خلال السنة.
- L: زاوية خط العرض.
- ẟ: زاوية الانحراف.
- hs: زاوية الساعة عند غروب الشمس.
- n: رقم اليوم في السنة بداية من 1 يناير.

## انخفاض الإشعاع الشمسي بفعل الغلاف الجوي
عند مرور أشعة الشمس عبر الغلاف الجوي فإنها تتعرض لانخفاض في قيمتها نتيجة لامتصاص جزء منها أثناء مرورها في طبقات الجو المختلفة.

الموجات ذات الأطوال الموجية القصيرة جدا مثل أشعة X وأشعة جاما، يتم امتصاصها في طبقة الأيونوسفير (بالإنجليزية: Ionosphere)‏ عند ارتفاعات عالية جدا.

أما الموجات الأطول نسبيا في المنطقة فوق البنفسجية يتم امتصاصها بواسطة طبقة الأوزون علي ارتفاع يتراوح من 15 إلي 40 كيلومتر فوق سطح الأرض.

في طبقات الجو الأقرب يتم امتصاص بعض من حزم الموجات تحت الحمراء بواسطة بخار الماء وغاز ثاني أكسيد الكربون. الأشعة التي تصل إلي سطح الأرض تقع بشكل أساسي في مدي الأطوال الموجية من 0.29 إلي 2.5 ميكرومتر، علاوة علي ذلك فإن جزء من الأشعة يتعرض للتشتت والاعتراض من الهواء الجاف وبخار الماء وجزيئات الغبار العالقة.

و كنتيجة لامتصاص الغلاف الجوي لجزء من الأشعة وتشتت الجزء الآخر فإن الطاقة المحملة في الأشعة تنخفض قيمتها قبل أن تصل إلي سطح الأرض، وتعتمد درجة النقص في الأشعة علي طول مسارها في الغلاف الجوي وكذلك طبيعة الغلاف الجوي في هذا المسار، ويتم التعبير عن طول المسار في الغلاف الجوي بما يعرف بكتلة الهواء ويرمز لها m وقيمتها تكون أقل ما يمكن علي سطح الأرض عندما تكون الشمس في الاتجاه الرأسي مباشرة أي أن زاوية السمت Z = 0, وعند ذلك تكون قيمة m تساوي 1.

عندما تميل الشمس فإن مسار الشعاع سيزيد بالمقارنة بالوضع الرأسي وفي هذه الحالة تزيد قيمة m عن الواحد، وبشكل عام يمكن حساب قيمة كتلة الهواء m من العلاقة التالية:
m = 1 / cos Z

حيث:
- Z: زاوية السمت.

خارج الغلاف الجوي تكون قيمة m مساوية للصفر وهذا يعني أن الشعاع لم تتغير قيمته.

## الإشعاع داخل الغلاف الجوي
لحساب الإشعاع الشمسي داخل الغلاف الجوي أو علي سطح الأرض، يمكن استخدام العلاقة التالية والتي يمكن منها حساب القيمة اللحظية للإشعاع

(HBn = A × exp(-B / Sinα) = A × exp(-B × m

حيث:
- HBn: الإشعاع عند زاوية السقوط العمودية.
- ِA: ثابت يعبر عن الإشعاع الشمسي الظاهر عندما تكون كتلة الهواء = صفر، ويقاس بوحدة ويبر/متر مربع
- B: معامل انخفاض قيمة الإشعاع الشمسي خلال الغلاف الجوي.
- α: زاوية الارتفاع.
- m: كتلة الهواء.

نتيجة لتغير المسافة بين الشمس والأرض وتغير كميات بخار الماء والمواد العالقة في الهواء الجوي بصورة موسمية فإن قيمة الثوابت A و B تتغير علي مدار السنة، والجدول التالي يبين قيم هذه الثوابت لكل يوم 21 من أشهر السنة.

| الشهر  | A     | B     | C        |
| ------ | ----- | ----- | -------- |
| يناير  | 0.058 | 0.142 | 1229.475 |
| فبراير | 0.060 | 0.144 | 1213.713 |
| مارس   | 0.071 | 0.156 | 1185.34  |
| أبريل  | 0.097 | 0.180 | 1134.9   |
| مايو   | 0.121 | 0.196 | 1103.375 |
| يونيو  | 0.134 | 0.205 | 1087.613 |
| يوليه  | 0.136 | 0.207 | 1084.46  |
| أغسطس  | 0.122 | 0.201 | 1106.527 |
| سبتمبر | 0.092 | 0.177 | 1150.662 |
| أكتوبر | 0.073 | 0.160 | 1191.645 |
| نوفمبر | 0.063 | 0.149 | 1220.017 |
| ديسمبر | 0.057 | 0.142 | 1232.627 |

هذه القيم مأخوذة ليوم متوسط السحب وللمناطق الواقعة علي خط عرض من 0 إلي 64 في نصف الكرة الشمالي، وفي حالة الأيام التي يكون فيها الجو صافي جدا فإن القيم المحسوبة من المعادلة السابقة تزيد بنسبة 15%, ولحساب الإشعاع الشمسي المشتت الساقط علي سطح ما يمك استخدام العلاقة التالية:

Hd = C × HBn × Fss

حيث:
- Hd: الإشعاع الشمسي المشتت.
- HBn: الإشعاع عند زاوية السقوط العمودية.
- C: معامل تشتيت الأشعة.
- Fss: الزاوية بين السطح الساقط عليه الأشعة والسماء، ويمكن حسابه من العلاقة التالية

(Fss = 0.5 (1 + Coss

حيث:
- s: زاوية ميل السطح.

## الإشعاع علي الأسطح المائلة
تعتمد كمية الإشعاع الشمسي الساقطة علي سطح ما واقع علي سطح الأرض علي:
- موقع السطح (خط العرض للمكان).
- الوقت (اليوم في السنة والساعة في اليوم).
- زاوية الميل للسطح واتجاهه.

و لحساب الأشعة علي السطح المائل سواء من القيم المقاسة للسطح الأفقي أو المحسوبة فلابد من تحويل هذه البيانات لكي تكون خاصة بالسطح المائل، وفي حالة الإشعاع المباشر يمكن إستنتاج أن:

CosZ = HB / HBn

Cosi = HBt / HBn

حيث:
- HBn: الشعاع المباشر عند السقوط العمودي، أي أن السطح يكون متعامد مع الشعاع.
- HB: مركبة الشعاع المباشر علي السطح الأفقي.
- HBt: مركبة الشعاع المباشر علي السطح المائل.

و من ثم نجد أن:

RB = HBt / HB = Cosi / Cosz

حيث:
- RB: معامل الميل للإشعاع المباشر.
- i: زاوية السقوط.
- Z: زاوية السمت.

السطح المائل يستقبل الأشعة المباشرة والمشتتة وكذلك المنعكسة من سطح الأرض والأجسام المحيطة، ويمكن حساب الأشعة الكلية الساقطة علي السطح المائل من العلاقة التالية:

Ht = HB×RB + C × HB ×(1+Coss)/2 +(HB+Hd) × ρg × (1 - Coss)/2

حيث:
- Ht: الأشعة الكلية الساقطة علي السطح المائل.
- HB+Hd) × ρg × (1 - Coss)/2): الأشعة المنعكسة التي يستقبلها السطح المائل.
- ρg: تمثل انعكاسية سطح الأرض والأسطح الأخرى وتساوي 0.2 عندما لا يكون هناك جليد علي سطح الأرض، وقد تصل إلي 0.7 في حالة وجود جليد علي سطح الأرض.

بالنسبة للسطح الأفقي فإن مجموع الأشعة الساقطة تكون مساوية للأشعة المباشرة والمشتتة أي أن:

H = HB + Hd
حيث:
- HB: مركبة الشعاع المباشر علي السطح الأفقي.
- Hd: الإشعاع الشمسي المشتت.

و يمكن تعريف معامل الميل للإشعاع الكلي(بالإنجليزية: Total radiation tilt factor)‏ من العلاقة التالية:

R = Ht / H = (HB / H) × RB + (Hd / H) × (1+COSs)/2 + ρg × (1-COSS)/2

حيث:
- H: مجموع الأشعة الساقطة علي السطح الأفقي.
- Ht: الأشعة الكلية الساقطة علي السطح المائل.

## قياس شدة الإشعاع الشمسي
الغرض الأساسي من قياس شدة الإشعاع الشمسي يتحدد في معرفة وتسجيل القيم اللحظية والقيم علي المدي الطويل للإشعاع الشمسي المباشر والمشتت والكلي الساقط علي سطح ما.

و الأجهزة المستخدمة في هذا المجال تعتمد إما علي التأثير الكهروحراري (بالإنجليزية: Thermoelectric effect)‏أو التأثير الكهروضوئي (بالإنجليزية: Photovoltaic effect)‏, وتستخدم ضمن هذه الأجهزة دوائر إلكترونية يمكنها تسجيل وتكامل البيانات اللحظية بحيث يمكن الحصول علي بيانات كل ساعة أو بيانات يومية.

و يوجد نوعان شائع استخدامهما في هذا المجال، هما:
1. البيرانوميتر (بالإنجليزية: Pyranometer)‏: يستخدم في قياس شدة الإشعاع الكلي خلال مدي الرؤية النصف كروي لجهاز القياس، ويحتوي على نصفي كرة من الزجاج الضوئي الشفاف متحدي المركز، النصف الداخلي يقوم بحجب الأشعة تحت الحمراء القادمة من النصف الخارجي، ويوجد في منتصف الجهاز عدد من الازدواجات الحرارية الموصلة التوالي لتكون عمود حرارة (بالإنجليزية: Thermopile)‏.

الوصلة الساخنة للإزدواجات الحرارية تكون مطلية باللون الأسود وموجودة علي السطح العلوي

(أي معرضة لأشعة الشمس القادمة عبر الغلاف الجوي), والوصلة الباردة تكون متجهة للاسفل داخل الجهاز ومحجوبة عن الشمس.

و يحتوي الجهاز علي قرص حماية أبيض لامع وذلك لمنع تأثر الإزدواج الحراري بمصدر آخر خلاف الإشعاع الشمسي المطلوب قياسه. ويعاير هذا الجهاز لقياس الإشعاع الكلي علي السطح الأفقي، وفي حالة الاستخدام لقياس الإشعاع علي سطح مائل يلزم عمل تصحيح للقراءات المقاسة.

و يمكن استخدام البيرانوميتر لقياس الإشعاع المشتت فقط، وذلك بتظليل سطح إستقبال الأشعة في الجهاز لمنع وصول الأشعة المباشرة. وبهذه الطريقة يمكن القول أنه باستخدام هذا الجهاز يمكن وبطريقة غير مباشرة معرفة كل من الإشعاع المباشر والمشتت.

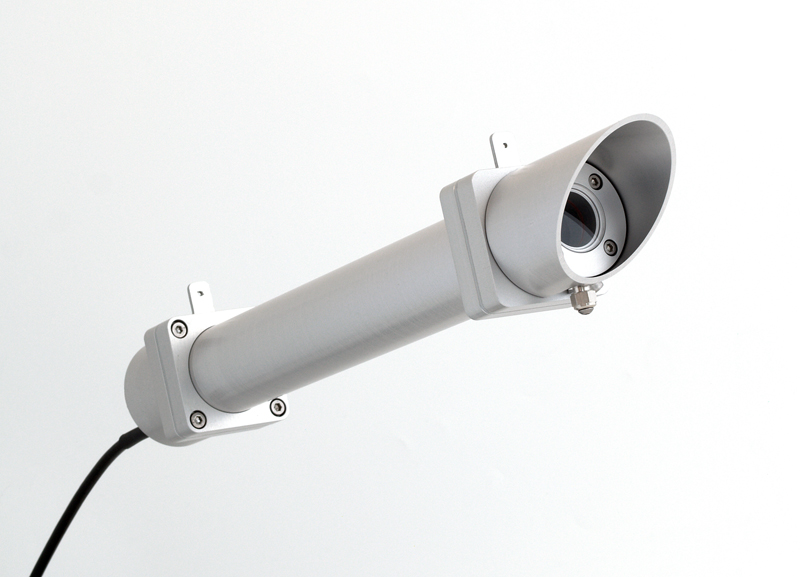
البيرهليوميتر

2.البيرهليوميتر (بالإنجليزية: Pyrheliometer)‏: يستخدم لقياس الإشعاع المباشر، ويتم حجب الأشعة المشتتة في هذا الجهاز عن طريق وضع حساس القياس (وهو عبارة عن عمود حرارة) في قاع أنبوبة موجهة مباشرة إلي الشمس. الانبوبة المستخدمة تكون نسسبة القطر إلي الطول فيها 0.1 مما يجعل زاوية الرؤية 5.7 درجة، وتكون الأنبوبة مطلية باللون الأسود وبها هواء جاف عند الضغط الجوي، ويتم تثبيتها علي قاعدة تسمح بتحريكها بسهولة لكي تكون موجهة مباشرة إلي الشمس.